# Batterie (ensemble musical)
Pour les articles homonymes, voir Batterie.
La batterie est un ensemble de tambours. Elle se compose généralement de caisse claire, grosse caisse, tambour ténor, et de cymbales. Dans le passé, les timbales étaient communes ainsi que les instruments de percussion à clavier comme le glockenspiel et le xylophone. Un nombre relativement faible de groupes continuent à aligner ces instruments à clavier de fanfare traditionnelle, plus courants dans les marchings bands.

## Historique et origines
Une batterie est une formation assez ancienne d'utilisation essentiellement militaire.
La tradition de fifre et de tambour remonte aux mercenaires suisses du début de la Renaissance, et il est établi au début du XVIe siècle que chaque compagnie de soldats d'infanterie aurait un batteur et un seul joueur de fifre. Ces deux musiciens seraient mis à la tête de la formation et seraient utilisés par le commandant de la compagnie afin de transmettre des ordres, sur et hors le champ de bataille.
Puis les tambours et les fifres de chaque compagnie ont été organisées au niveau du bataillon. Ils conservent leur rôle dans la bataille, mais formeraient un groupe d'hommes à la tête d'un bataillon. Il était nécessaire de nommer un tambour-major (l'équivalent d'un sergent-major, pour les batteurs) pour être chargé des batteurs et d'organiser la formation des militaires tambours tandis qu'un fifre major devait être nommé pour être le principal fifre et de former les futurs joueurs de fifre. Le corps de tambours lorsqu'il n'est pas en service est attaché à l'état-major.
L'arrivée d'instruments tel le clairon donna naissance aux batteries-fanfare. La batterie disparut peu à peu.
Elle est encore très présente dans les pays anglo-saxons sous l'appellation Drums corps et sous la forme de Drumline.
En Belgique, les compagnies participant aux marches folkloriques de l'Entre-Sambre-et-Meuse sont toujours accompagnées d'une batterie de fifres et tambours, ainsi que parfois d'une fanfare ou d'une harmonie. 

## Sources
- (en) Cet article est partiellement ou en totalité issu de l’article de Wikipédia en anglais intitulé « Drumline » (voir la liste des auteurs).

- (en) Cet article est partiellement ou en totalité issu de l’article de Wikipédia en anglais intitulé « Corps of drums » (voir la liste des auteurs).